# Matsukaze (Nō)

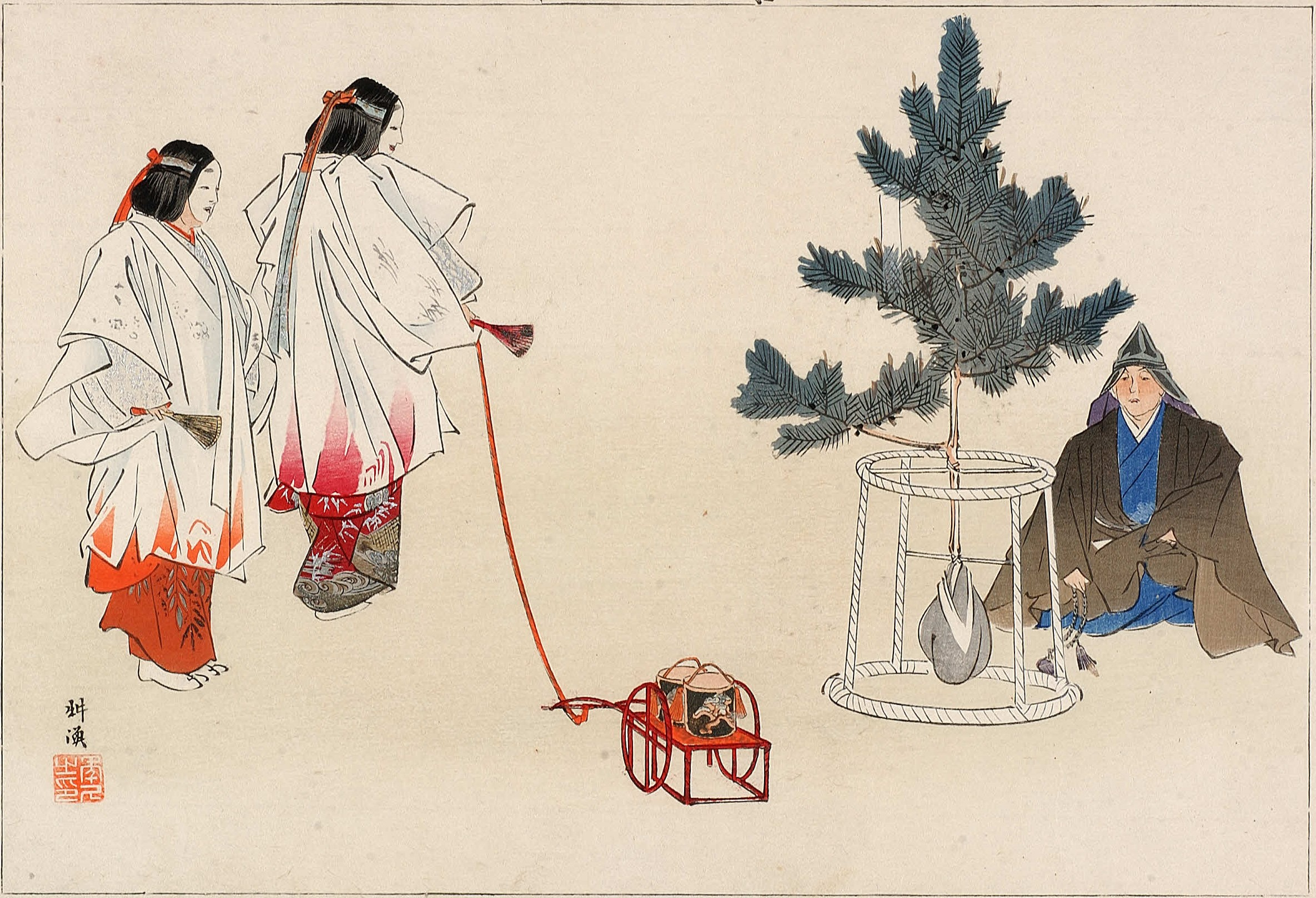
Szene aus Matsukaze

Matsukaze (japanisch 松風 ‚Wind in den Kiefern‘), zu Deutsch Kieferwind, ist der Titel eines Nō-Dramas von Zeami. Das Nō ist auch unter dem Namen Matsukaze-Murazame (松風・村雨) bekannt. Es ist im Rahmen der Nō-Kategorie ein Drittspiel.

## Vorbemerkung
Ort der Handlung ist die Bucht von Suma. Es treten auf: Matsukaze (Shite), Murazame (Tsure), Mönch (Waki) und ein Mann aus der Gegend (Ai).

## Handlung
1. Akt:
  1. Ein wandernder Mönch tritt auf, der von einem Mann aus der Gegend auf die Kiefer aufmerksam gemacht wird, die an zwei jung verstorbene Mädchen erinnert. Mitgefühl ergreift den Mönch, die Herbstsonne sinkt, in einer nahen Salzsiederhütte will er um Unterkunft für die Nacht bitten.
2. Akt:
  1. Es nahen die verstorbenen Mädchen Matsukaze und Murazame in der Gestalt von einfachen Salzsiedermädchen.
  2. Der Mönch bittet an der ärmlichen Salzsiederhütte um Herberge für die Nacht. Er zitiert Verse von Yukihira, die sich auf die Suma-Bucht und das Salz beziehen. Die Mädchen brechen in Tränen aus, der Mönch erkennt, dass es sich um Geisterwesen handelt.
  3. Rückschau: die Mädchen hatten sich zu Lebzeiten in einen Hofadligen auf Sommerreise verliebt, der einige Zeit mit ihnen verbrachte, dann aber nicht mehr zurückkam; sie verstarben nach langem vergeblichen Warten an Liebeskummer.
  4. Übergang zu Liebesraserei und Tanz. Wortspiel mit matsu, das sowohl Föhre als auch Warten bedeuten kann.
  5. Der Mönch erwacht aus seiner Traumschau. Murazames Seele hat Erlösung gefunden, Matsukaze weht als Wind durch die Kiefern.
  6. Ein Chor beschließt das Stück.

## Nachbemerkung
Hermann Bohner, der deutsche Nō-Experte, hält Matsukaze für das schönste Nō-Spiel überhaupt.